# 威爾遜-巴甫效應

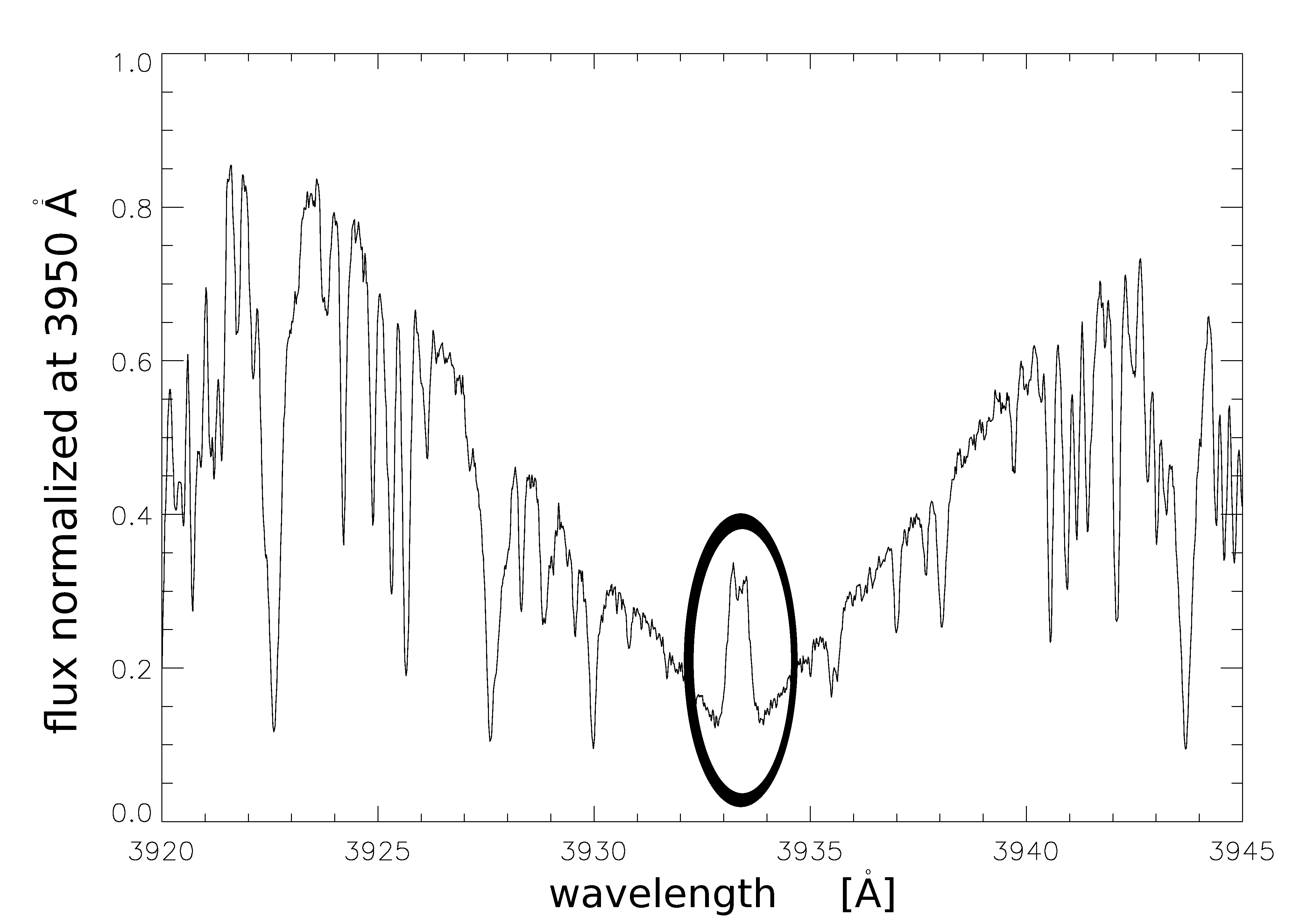
KW 326，是在疏散星團蜂巢星團的一顆矮星，的K線光譜。這條線非常深也非常寬，它像其他的譜線一樣，也是發源於光球層。其它幾條譜線被疊加來做對比。在中間是來自色球層的K線發射線本身。

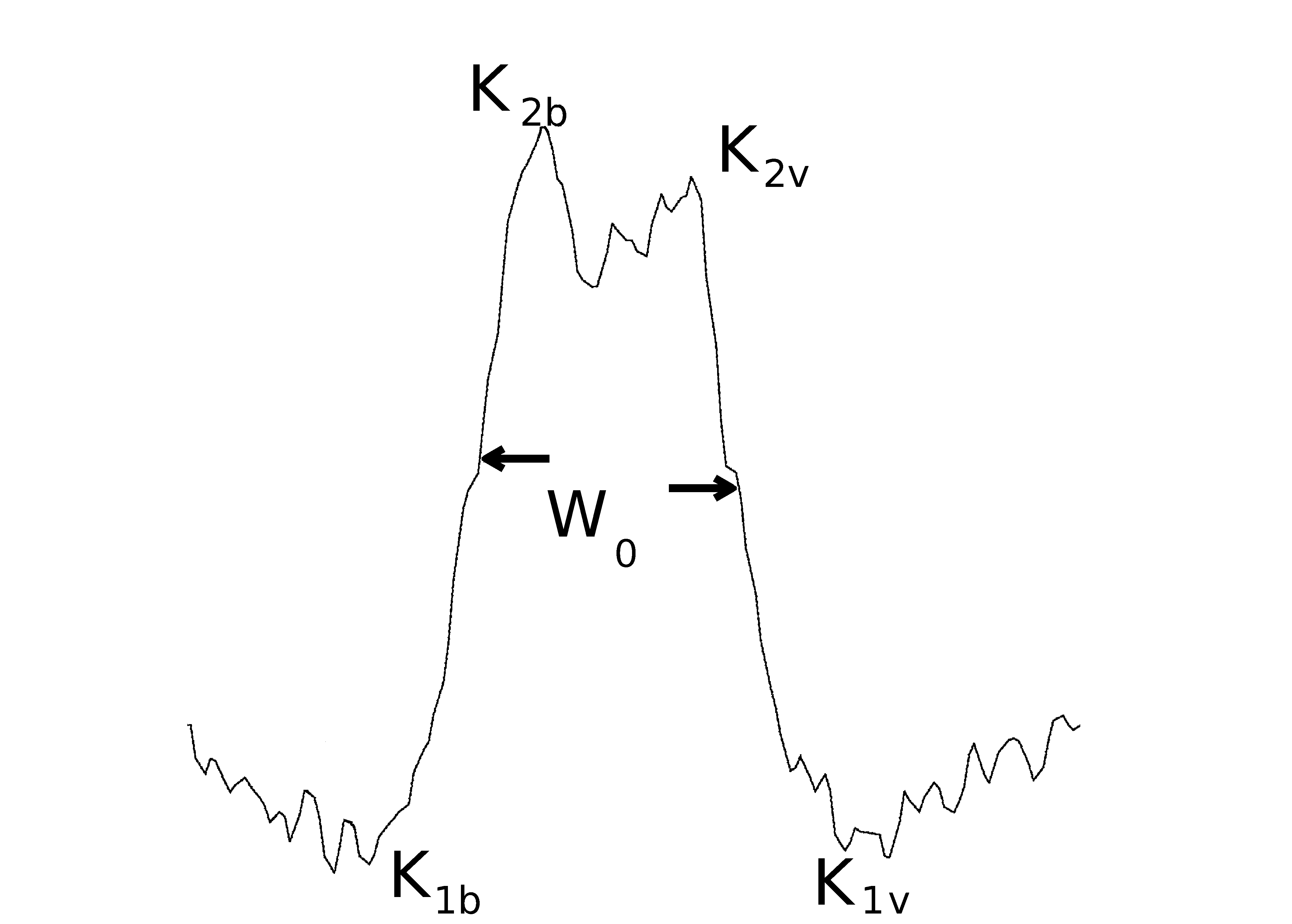
核心發射的放大。W0被定義為放發射線兩側邊波長的K1極小值和K2極大值平均強度中間點的差值。

鈣II K線是低溫恆星的吸收譜線中最明顯的一條譜線。一條來自色球層的微弱發射線存在於中心。在1957年，奧林·威爾遜和M. K. 巴甫報告前述發射譜線的寬度和恆星的絕對星等之間有值得注意的相互關係，這就是所謂的威爾遜-巴甫效應。這種相互關係獨立於恆星光譜之外，適用於恆星類型的G型、K型、和M-型。吸收線越寬，則恆星越明亮。
威爾遜-巴甫效應令人感興趣的是它作為距離顯示器的潛力，以下是事實的成果： 
- 威爾遜-巴甫效應可以用於研究鄰近的恆星，使獨立的測量距離是可行的，並且它可以用簡單的分析型式表達。換句話說，它可以校準距離太陽100秒差距內的距離；
- 在中心的發射線K線 ( W0) 的寬度可以測量遙遠恆星的距離；
- 知道W0和分析威爾遜-巴甫效應表現的型式，我們可以測量出恆星的絕對星等
- 從絕對星等和視星等的知識可以立即知道距離，可以提供被忽略或已經知道的星際紅化。

Wallerstein等人在1999年首度使用威爾遜-巴甫效應校準來自依巴谷衛星視差的距離。最新的做法是使用CCD在更小的樣本上取得高解析的光譜測量W0。
根據最新的定標，絕對星等 (M_V) 展開的數值和W0之間的關聯性，轉換成速度 (Km/s)，如下所示：
M_V=33.2-18.0 log(W0) 
但是這種關聯性樹據點的分散度仍然相當大：大約是0.5等，是這種效應的精確度不足以有效的改善宇宙距離尺度。另一個限制來自測量遙遠恆星的W0非常富有挑戰性，需要大望遠鏡長期的觀測。有時候在K線中心的發射線特徵會受到星際消光線的影響。在這些情況下要精確的測量W0是不可能的。
威爾遜-巴甫效應也可以用在鎂 II K線。但是，鎂 II k線的波長是2796.34 Å，這種波長無法抵達地球表面，它只能用紫外線衛星，像是國際紫外線探測衛星 (IUE)，觀測。
在1977年，Stencel發表了第一次的光譜巡天觀測，顯示較明亮的晚期型恆星K線有寬廣的翼，分享了譜線寬和絕對星等有相似於威爾遜-巴甫效應的相互關係。